# Hepatopulmonales Syndrom
Als Hepatopulmonales Syndrom bezeichnet man eine krankhafte Verminderung der Lungenfunktion, die als Komplikation eines schwerwiegenden Leberversagens auftreten kann.

## Ursache
Eine Hauptfunktion der Leber ist der Abbau körperfremder und körpereigener Substanzen. Dieser Abbau steht bei körpereigenen Substanzen in einem Fließgleichgewicht zu ihrer Bildung. Durch den Ausfall des größten Teils der Leberfunktion werden auch gefäßerweiternde Substanzen wie Stickoxid in ungenügendem Maß aus dem Blutkreislauf entfernt. Dadurch werden die Lungenkapillaren über das normale Maß erweitert. Infolgedessen strömt im Vergleich zum Sauerstoffangebot zu viel Blut in die Lungen. Dies bezeichnet man als Ventilations-Perfusions-Mismatch.

## Symptome
Die betroffenen Patienten berichten über Atemnot, welche sich im Stehen verschlimmert. Häufig ist eine Hyperventilation zu beobachten.

## Diagnostik
Eine Blutgasanalyse im Stehen zeigt einen Abfall der Sauerstoffgehalts des Blutes unter 70mmHG. Eine Differenz zwischen dem Sauerstoffgehalt des arteriellen Blutes und des Alveolarraums weist auf nicht oxygeniertes Blut im Lungenkreislauf hin. Beweisend ist eine Lungenperfusionsszintigraphie.

## Therapie
Die Luftnot lässt sich durch die Gabe von 100 % Sauerstoff in der Regel leicht und rasch beheben. Zur Wiederherstellung der Leberfunktion steht bisher nur die Lebertransplantation zur Verfügung.

## Medizingeschichte
Das hepatopulmonale Syndrom wurde 1984 als eigenständige Krankheit definiert.